# Jeżyce (Darłowo)
Jeżyce (deutsch Altenhagen, Kreis Schlawe/Pommern) ist ein Dorf in der polnischen Woiwodschaft Westpommern und gehört zur Landgemeinde Darłowo (Rügenwalde) im Kreis Sławno (Schlawe).

## Geographische Lage
Das Bauern- und Kirchdorf Jeżyce im westlichen Kreis Sławno liegt 20 Kilometer nordwestlich der Kreisstadt und 7 Kilometer südlich der Ostseestadt Darłowo. Die nächste Bahnstation ist Darłowo. Durch den Ort führt eine Nebenstraße, die Darłowo über Pęciszewko (Petershagen) und Przystawy (Pribstow) mit Malechowo (Malchow) an der Landesstraße 6 (ehemalige Reichsstraße 2, heute auch Europastraße 28) Stettin - Danzig verbindet. Das Dorf liegt in einer flachen Niederung etwa 20 Meter über NN. und fällt von Ost nach West zum Tal der Grabowa (Grabow) mäßig ab.
Nachbarn sind: im Osten der Staatliche Forst Nowy Kraków (Neu Krakow), im Süden das Dorf Jeżycki (Neuenhagen, Abtei), im Westen der Wald von Bukowo Morskie (See Buckow) und im Norden Pęciszewko (Petershagen).

## Ortsname
Die Kirche und alte Schule hießen vor 1945 Petershagen, obwohl sie in der Gemarkung Altenhagen lagen. Altenhagen kommt als pommerscher Ortsname auch heute noch dreimal vor: Altenhagen (Demmin), Altenhagen (Franzburg-Barth/Nordvorpommern) und Altenhagen (Grimmen/Nordvorpommern). Die polnische Bezeichnung Jeżyce findet sich noch einmal als Stadtteil von Poznań (Posen) (vor 1918 sowie 1939–45: Jersitz, Kreis Posen).

## Geschichte
Wie viele Hagenhufendörfer in der Region Rügenwalde dürfte Altenhagen in der Zeit um 1300 als Gründung des Klosters Buckow (Bukowo Morskie) entstanden sein. Im Dreißigjährigen Krieg wurde das Dorf stark zerstört.
Im Jahre 1818 wurden in Altenhagen 254 Einwohner registriert. Ihre Zahl stieg bis 1895 auf 610 und betrug 1939 noch 584.
Bis 1945 war Altenhagen mit Neuenhagen, Abtei (Jeżycki), Petershagen (Pęciszewko), Pirbstow (Przystawy) und Preetz (Porzecze) eine Gemeinde im Amtsbezirk Petershagen im Landkreis Schlawe i. Pom. im Regierungsbezirk Köslin der preußischen Provinz Pommern. Standesamtlich gehörte der Ort ebenfalls nach Petershagen (Sitz des Standesamtes war jedoch Neuenhagen, Abtei), und amtsgerichtlich war er nach Rügenwalde orientiert.
Am 6. März 1945 eroberten russische Truppen Altenhagen. Die Einwohner wurden aus den Häusern vertrieben und mussten mehrere Wochen lang das Dorf verlassen, wobei die Unterkunft in Leikow (Lejkowo) fanden. Als Folge des Zweiten Weltkrieges kam Altenhagen unter der Bezeichnung Jeżyce unter polnische Verwaltung und ist heute ein Teil der Gmina Darłowo im Powiat Sławieński der Woiwodschaft Westpommern. Hier waren im Jahr 2006 272 Einwohner registriert.

## Ortsgliederung bis 1945
Vor 1945 gab es in der Gemeinde Altenhagen drei Wohnplätze:
- Neu Krakow (Forstamt) (heute polnisch Nowy Kraków), östlich des Dorfes gelegen,
- Kolonie Altenhagen (Kolonia Jeżyce, heute mit Nowy Kraków vereinigt), am Neu Krakower Forst gelegen,
- Plath (Büdnergehöft), alleinstehender Bauernhof.

## Kirche

### Kirchen-/Pfarrgemeinde
Altenhagen gehörte vor 1945 mit Petershagen, Preetz und Neuenhagen, Abtei sowie der Filialkirche Pribstow zum Kirchspiel Petershagen, obwohl die Petershagener Kirche in der Gemarkung Altenhagen stand. Es lag im Kirchenkreis Rügenwalde in der Kirchenprovinz Pommern der evangelischen Kirche der Altpreußischen Union. Letzter deutscher geistlicher war Pfarrer Franz Schroeder.
Seit 1945 leben in Jeżyce mehrheitlich katholische Einwohner. Am 15. Juni 1957 wurde das ehemalige evangelische Kirchspiel Petershagen in die katholische Pfarrei Jeżyce umbenannt, und die frühere Petershagener Pfarrkirche wurde nun Pfarrkirche von Jeżyce mit dem Namen der „Matka Boska Ostrombramska“ ("Muttergottes im Tor der Morgenröte"). Sie gehört zum Dekanat Darłowo im Bistum Köslin-Kolberg der Katholischen Kirche in Polen.
Die evangelischen Einwohner sind dem Kirchspiel Koszalin (Köslin) in der Diözese Pommern-Großpolen der Evangelisch-Augsburgischen Kirche in Polen zugeordnet.

### Pfarrer
Taten die evangelischen Pfarrer bis 1945 ihren Dienst als Petershagener Geistliche, so amtieren die katholischen jetzt als Pfarrer von Jeżyce:
1. Jan Olcoń, 1957–1965
2. Józef Rogiński, 1965–1981
3. Ludwik Staniszewski, 1981–1983
4. Kazimierz Cebula, 1983–1997
5. Czesław Krzyżoanowski, 1997–1999
6. Janusz Kosłowski, 1999–2012
7. Grzegorz Malinowski, seit 2012[1]

## Schule
Die alte Schule hieß Petershagener Schule, obwohl sie in der Gemarkung Altenhagen stand. 1929/30 wurde mitten im Dorf ein neues Gebäude errichtet. Es handelte sich um eine einklassige Volksschule mit etwa 60 Kindern. Von 1925 bis 1945 wurde die Schule vom letzten deutschen Lehrer Walter Mielke geleitet.